# John Katzenbach
John Katzenbach, alias Jon, ameriški pisatelj, * ? 1950. 
Katzenbach je avtor priljubljene kratkočasne literature. Njegov oče je pravnik Nicholas Katzenbach. John je delal na sodišču kot kriminalni poročevalec za časnika Miami Herald in Miami News, pisal je tudi za revijo Herald’s Topic. Poročen je z Madeleine Blais, s katero prebiva v zahodnem Massachusettsu. 

## Dela
- In the Heat of the Summer (1982, nominacija za nagrado Edgar)
- First Born (1984)
- The Traveler (1987)
- Day of Reckoning (1989)
- Utemeljeni sum (1992)
- The Shadow Man (1995, nominacija za nagrado Edgar)
- State of Mind (1997)
- Hartova vojna (1999)
- The Analyst (2002)
- The Madman's Tale (2004)
- The Wrong Man (2006)

## Filmi
- Hartova vojna (2002)
- Utemeljeni sum (1995)
- The Mean Season (1985) (posnet po romanu In the Heat of the Summer)